# Sidonie Saská
Sidonie Saská (8. března 1518, Míšeň – 4. ledna 1575, Weißenfels) byla princezna z rodu Wettinů a sňatkem vévodkyně brunšvicko-lüneburská a kněžna calenbersko-göttingenská.

## Život

### Původ a rodina
Sidonie se narodila jako nejmladší dcera saského vévody Jindřicha Zbožného a jeho manželky Kateřiny, dcery vévody Magnuse II. Meklenburského. Jejími bratry byli saští kurfiřti Mořic a August; sestra Sibyla byla sasko-lauenburskou vévodkyní a sestra Emílie braniborsko-ansbašskou markraběnkou.

### Manželství
Jako sedmadvacetiletá se 17. května 1545 provdala za o deset let mladšího vévodu Erika II. Brunšvicko-Lüneburského. Obřad se odehrál v Hann. Mündenu bez obvyklé okázalosti.
Zpočátku se měli manželé rádi. Erik byl původně zasnouben s Anežkou Hesenskou, když se však u dvora v Kasselu manželství vyjednávalo, setkal se se Sidonií. Měl ji rád a zrušil zasnoubení s Anežkou, aby se oženil se Sidonií. Anežčin otec, lankrabě Filip I. Hesenský, předpověděl: "Po skončení měsíce líbání se v tomto manželství stanou různé věci."
Po dvou letech manželství začal Erik v roce 1547 samostatně vládnout a konvertoval zpět ke katolické víře, od které se odvrátil, když byla v roce 1542 v jeho vévodství zavedena reformace. Navzdory manželovým prosbám se Sidonie držela své luteránské víry. Manželé měli finanční problémy a jejich manželství zůstalo bezdětné, a brzy se začal jejich vztah ubírat velmi nešťastným směrem.
Střety vyvrcholily jejím podezřením, že ji chtěl manžel otrávit. Jeden janovský obchodník v roce 1555 kontaktoval Sidoniina bratra Augusta a informoval ho, že si u něj vévoda Erik objednal jed s odůvodněním, že „Erik byl křesťan a jeho manželka luteránka, bylo by lepší, aby byla zničena jedna ženská část, než 20 000 lidí." Erik se věnoval své milence, se kterou žil od roku 1563 na hradě Calenberg. Sidonii byl do hradu odepřen přístup, což bylo také založeno na tom, že vyhrožovala: „Pokud vejde do mého domu, uříznu jí nos a vypíchnu oko."

### Obvinění z čarodějnictví
Sidonie byla od roku 1564 prakticky v domácím vězení a energicky protestovala u svého bratra a u císaře, který vyslal své rady, které se neúspěšně pokusily o kompromis s vévodou Erikem. V roce 1564 Erik vážně onemocněl a měl podezření, že byl otráven. V Neustadt am Rübenberge byly jako čarodějnice upáleny čtyři ženy obviněné z čarodějnictví. V roce 1570 zprostředkování ze strany císaře, saského kurfiřta a vévody Julia Brunšvicko-Wolfenbüttelského vedlo k urovnání sporů mezi Sidonií a jejím manželem a Sidonie měla obdržet hrad Calenberg. Erik však vyrovnání nedodržel.
30. března 1572 vévoda Erik shromáždil některé ze svých rádců, šlechticů a zástupců měst Hannover a Hameln na zámku Landestrost v Neustadtu. Obvinil Sidonie z čarodějnictví a pokusu připravit ho o život. Předložil důkazy získané mučením od čtyř žen, které popravil za čarodějnictví. Sidonie se obrátila na císaře Maxmiliána II. a požádala o revizi. Tajně opustila Calenberg a odcestovala do Vídně. Císař Maxmilián poté nařídil, že vyšetřování má být provedeno u císařského dvora. Pak však případ předal vévodům Juliovi Brunšvicko-Wolfenbüttelskému a Vilémovi mladšímu Brunšvicko-Lüneburskému.
17. prosince 1573 byl případ předložen v Halberstadtu soudu a velkému publiku. Všichni svědci odvolali svá svědectví proti Sidonii a 1. ledna 1574 byla vévodkyně zproštěna všech obvinění.

### Kloster Weißenfels
z Vídně Sidonie v říjnu 1572 odjela do Drážďaň ke svému bratrovi a jeho manželce. Místo hradu Calenberg a stříbra, které jí vévoda Erik odepřel, dostala po několika vyrovnáních náhradu a doživotní penzi. Kurfiřt August jí dal klášter klarisek ve Weißenfelsu i se všemi příjmy a úroky. Sidonie tam žila až do své smrti v roce 1575.
Kvůli Sidoniině odporu se vévodovi Juliovi Brunšvickému nepodařilo smírně vyřešit Erikovo obvinění proti Sidonii.V roce 1573 Sidonie vévodovi Juliovi napsala: "Vévoda Erik je obtížný, protože chrlil obvinění a vzal si, jak říkám, ne oblečení, ale čest, která je nejvyšším a nejcennějším pokladem, který chudá žena na tomto světě vlastní."
Podle své poslední vůle byla pohřbena v katedrále ve Freibergu. V Halberstadtském procesu nechala svým vyjednavačům značné částky peněz.

## Vývod z předků
|               |                           |  |                      |                                      |  |  |  |  |  |  |  | Fridrich I. Saský |
|               |                           |  |                      |                                      |  |  |  |  |  |  |  |                   |
|               | Fridrich II. Saský        |  |                      |                                      |  |  |  |  |  |  |  |                   |
|               |                           |  |                      |                                      |  |  |  |  |  |  |  |                   |
|               |                           |  |                      | Kateřina Brunšvicko-Lüneburská       |  |  |  |  |  |  |  |                   |
|               |                           |  |                      |                                      |  |  |  |  |  |  |  |                   |
|               | Albrecht III. Saský       |  |                      |                                      |  |  |  |  |  |  |  |                   |
|               |                           |  |                      |                                      |  |  |  |  |  |  |  |                   |
|               |                           |  |                      | Arnošt Habsburský                    |  |  |  |  |  |  |  |                   |
|               |                           |  |                      |                                      |  |  |  |  |  |  |  |                   |
|               | Markéta Habsburská        |  |                      |                                      |  |  |  |  |  |  |  |                   |
|               |                           |  |                      |                                      |  |  |  |  |  |  |  |                   |
|               |                           |  |                      | Cimburgis Mazovská                   |  |  |  |  |  |  |  |                   |
|               |                           |  |                      |                                      |  |  |  |  |  |  |  |                   |
|               | Jindřich Zbožný           |  |                      |                                      |  |  |  |  |  |  |  |                   |
|               |                           |  |                      |                                      |  |  |  |  |  |  |  |                   |
|               |                           |  |                      | Viktorín Boček z Kunštátu a Poděbrad |  |  |  |  |  |  |  |                   |
|               |                           |  |                      |                                      |  |  |  |  |  |  |  |                   |
|               | Jiří z Poděbrad           |  |                      |                                      |  |  |  |  |  |  |  |                   |
|               |                           |  |                      |                                      |  |  |  |  |  |  |  |                   |
|               |                           |  |                      | Anna z Vartenberka                   |  |  |  |  |  |  |  |                   |
|               |                           |  |                      |                                      |  |  |  |  |  |  |  |                   |
|               | Zdenka Česká              |  |                      |                                      |  |  |  |  |  |  |  |                   |
|               |                           |  |                      |                                      |  |  |  |  |  |  |  |                   |
|               |                           |  |                      | Smil Holický ze Šternberka           |  |  |  |  |  |  |  |                   |
|               |                           |  |                      |                                      |  |  |  |  |  |  |  |                   |
|               | Kunhuta ze Šternberka     |  |                      |                                      |  |  |  |  |  |  |  |                   |
|               |                           |  |                      |                                      |  |  |  |  |  |  |  |                   |
|               |                           |  |                      | Barbora z Pardubic                   |  |  |  |  |  |  |  |                   |
|               |                           |  |                      |                                      |  |  |  |  |  |  |  |                   |
| Sidonie Saská |                           |  |                      |                                      |  |  |  |  |  |  |  |                   |
|               |                           |  |                      |                                      |  |  |  |  |  |  |  |                   |
|               |                           |  | Jan IV. Meklenburský |                                      |  |  |  |  |  |  |  |                   |
|               |                           |  |                      |                                      |  |  |  |  |  |  |  |                   |
|               | Jindřich IV. Meklenburský |  |                      |                                      |  |  |  |  |  |  |  |                   |
|               |                           |  |                      |                                      |  |  |  |  |  |  |  |                   |
|               |                           |  |                      | Kateřina Sasko-Lauenburská           |  |  |  |  |  |  |  |                   |
|               |                           |  |                      |                                      |  |  |  |  |  |  |  |                   |
|               | Magnus II. Meklenburský   |  |                      |                                      |  |  |  |  |  |  |  |                   |
|               |                           |  |                      |                                      |  |  |  |  |  |  |  |                   |
|               |                           |  |                      | Fridrich I. Braniborský              |  |  |  |  |  |  |  |                   |
|               |                           |  |                      |                                      |  |  |  |  |  |  |  |                   |
|               | Dorotea Braniborská       |  |                      |                                      |  |  |  |  |  |  |  |                   |
|               |                           |  |                      |                                      |  |  |  |  |  |  |  |                   |
|               |                           |  |                      | Alžběta Bavorská                     |  |  |  |  |  |  |  |                   |
|               |                           |  |                      |                                      |  |  |  |  |  |  |  |                   |
|               | Kateřina Meklenburská     |  |                      |                                      |  |  |  |  |  |  |  |                   |
|               |                           |  |                      |                                      |  |  |  |  |  |  |  |                   |
|               |                           |  |                      | Vratislav IX. Pomořanský             |  |  |  |  |  |  |  |                   |
|               |                           |  |                      |                                      |  |  |  |  |  |  |  |                   |
|               | Erik II. Pomořanský       |  |                      |                                      |  |  |  |  |  |  |  |                   |
|               |                           |  |                      |                                      |  |  |  |  |  |  |  |                   |
|               |                           |  |                      | Žofie Sasko-Lauenburský              |  |  |  |  |  |  |  |                   |
|               |                           |  |                      |                                      |  |  |  |  |  |  |  |                   |
|               | Žofie Pomořanská          |  |                      |                                      |  |  |  |  |  |  |  |                   |
|               |                           |  |                      |                                      |  |  |  |  |  |  |  |                   |
|               |                           |  |                      | Bogislav IX. Pomořanský              |  |  |  |  |  |  |  |                   |
|               |                           |  |                      |                                      |  |  |  |  |  |  |  |                   |
|               | Žofie Pomořanská          |  |                      |                                      |  |  |  |  |  |  |  |                   |
|               |                           |  |                      |                                      |  |  |  |  |  |  |  |                   |
|               |                           |  |                      | Marie Mazovská                       |  |  |  |  |  |  |  |                   |
|               |                           |  |                      |                                      |  |  |  |  |  |  |  |                   |